# Trombitafa-rokonúak
A trombitafa-rokonúak (Bignonieae) az ajakosvirágúak (Lamiales) rendjében a szivarfafélék (Bignoniaceae) családjának nemzetségcsoportja 44 nemzetséggel.